# 1900–1909
| 1890–1899 | 1900 | 1901 | 1902 | 1903 | 1904 | 1905 | 1906 | 1907 | 1908 | 1909 | 1910–1919 |

Roky 1900–1909 představují (nadneseně řečeno) přechod ze „století páry“ do „století elektřiny“. V češtině nejsou obvykle souhrnně pojmenovávané, zřídka (ne zcela přesně) bývají označovány jako nultá či první léta, nebo jen počátek či první desetiletí 20. století (To ale začíná až 1. ledna 1901.)

## Události

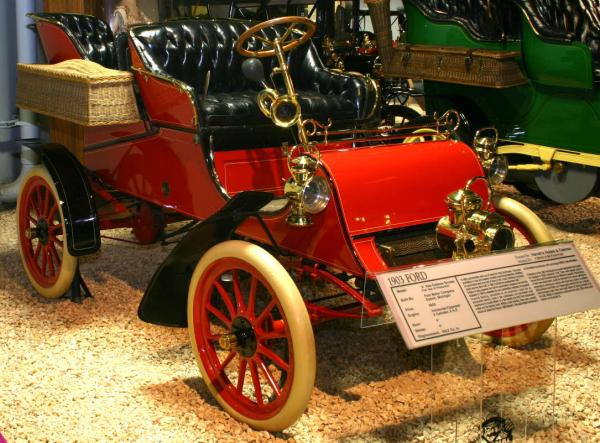
Ford Model A – první auto Ford Motor Company, vyráběné od roku 1903

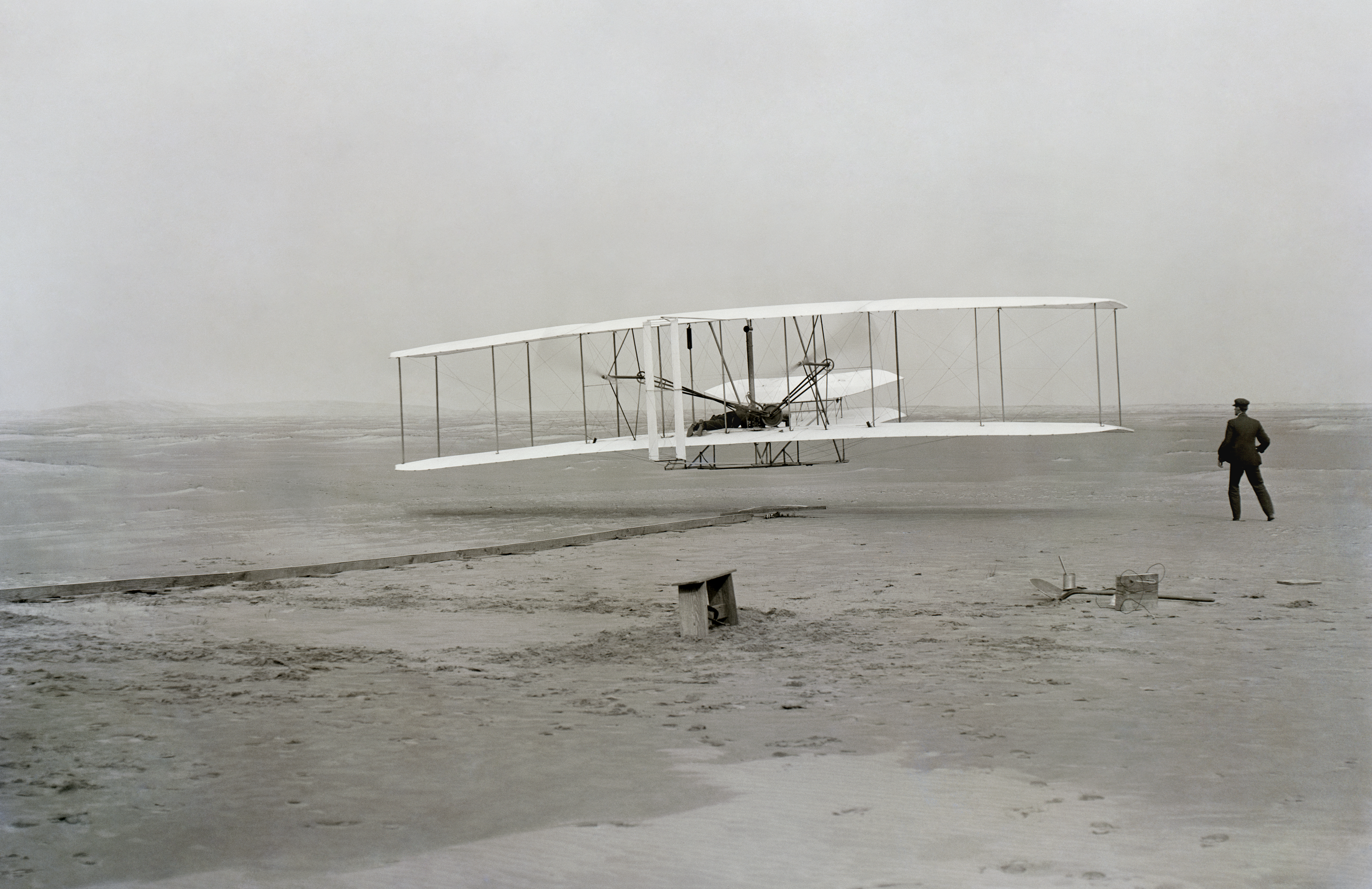
První let Orvilla Wrighta 17. prosince 1903

### Politika, mezinárodní vztahy
- 1. ledna 1901 britské kolonie v Austrálii vyhlásily Australský svaz.
- 22. ledna 1901 zemřela královna Viktorie – končí viktoriánská éra, následuje tzv. eduardovské období.
- Skončila druhá búrská válka (1899–1902).
- Filipínsko-americká válka 1899–1902 skončila porážkou Filipínské první republiky a USA si Filipíny udržely až do roku 1946 jako své území.
- 20. května 1902 vyhlásila Kuba nezávislost na USA.
- Rusko-japonská válka v letech 1904–1905 skončila porážkou Ruska a Japonsko uvedla na světovou scénu jako impérium.
- Ruská revoluce začala demonstrací v Petrohradě v lednu 1905 a skončila v roce 1907.
- 7. června 1905 získalo Norsko nezávislost na Švédsku.
- 5. října 1908 vyhlásilo Bulharsko nezávislost na Osmanské říši.

### Věda a technika
- Max Planck publikuje svůj zákon vyzařování černého tělesa (1900).
- Od roku 1901 je udělována Nobelova cena.
- Albert Einstein objasňuje Brownův pohyb a fotoelektrický jev, publikuje svoji speciální teorii relativity (vše roku 1905).
- Masové rozšíření automobilů (především díky Fordu) a domácích fonografů.
- Bratři Wrightové konstruují první funkční letadlo těžší než vzduch.

### Kultura
- Vrcholí secese.
- V kultuře vznikají kubismus (prekubismus) a futurismus (1909).

### Sport
- Konaly se letní olympijské hry v Paříži (1900), St. Louis (1904) a Londýně (1908).
- 1. července 1903 byl zahájen první ročník Tour de France.

## Hlavy států a političtí lídři
- Francie
  - prezident: Émile Loubet (1899–1906), Armand Fallières (1906–1913)
- Rusko
  - car: Mikuláš II. (1894–1917)
- Spojené království
  - král: Viktorie (1837–1901), Eduard VII. (1901–1910)
  - premiér: Robert Cecil (1895–1902), Arthur Balfour (1902–1905), Henry Campbell-Bannerman (1905–1908), Herbert Henry Asquith (1908–1916)
- Spojené státy americké
  - prezident: William McKinley (1897–1901), Theodore Roosevelt (1901–1909), William Howard Taft (1909–1913)
- Papež
  - papež: Lev XIII. (1878–1903), Pius X. (1903–1914)
- Rakousko-Uhersko
  - císař: František Josef I. (1830–1916)
  - ministerský předseda: Agenor Gołuchowski (1895–1906), Alois Lexa von Aehrenthal (1906–1912)
  - České království
  - místodržící: Karl Maria Coudenhove (1896–1911)
- Německo
  - císař: Vilém II. (1888–1918)

## Narození a úmrtí
Během tohoto desetiletí se narodili politici Leonid Iljič Brežněv, Hirohito, Lyndon B. Johnson, Antonín Novotný, Rudolf Slánský, František Kriegel a Reinhard Heydrich, spisovatelé Jaroslav Seifert, Vítězslav Nezval, Jiří Wolker, Jaroslav Foglar, Julius Fučík, František Halas, George Orwell, Antoine de Saint-Exupéry, John Steinbeck a Astrid Lindgrenová, herci Jan Werich, Emil František Burian, Ladislav Pešek, František Filipovský, Karel Höger, Jaroslav Marvan, Jiří Voskovec, Hugo Haas, Olga Scheinpflugová, Stanislav Neumann, Bohuš Záhorský, Jean Gabin, Henry Fonda, umělci Jaroslav Ježek, Zdeněk Burian, Walt Disney, Marlene Dietrichová, Louis Armstrong, Frida Kahlo, Salvador Dalí, Toyen, Samuel Beckett i osobnosti Milada Horáková, Josef Toufar, Jan Patočka, Oskar Schindler, Nicholas Winton, Albert Speer a Jean-Paul Sartre.
Zemřeli panovníci Viktorie (britská královna) a Leopold II. Belgický, spisovatelé Oscar Wilde, Jules Verne, Émile Zola, Anton Pavlovič Čechov, Julius Zeyer, Henrik Ibsen a Svatopluk Čech, umělci Antonín Dvořák, Zdeněk Fibich, Giuseppe Verdi, Nikolaj Andrejevič Rimskij-Korsakov, Edvard Grieg, Paul Gauguin, Paul Cézanne, Henri de Toulouse-Lautrec a Václav Brožík či další osobnosti jako Friedrich Nietzsche, Dmitrij Ivanovič Mendělejev, Pierre Curie, Emil Holub, Emil Škoda, František Ladislav Rieger a Josef Hlávka.